# Gesamtanlage Altstadt Möckmühl

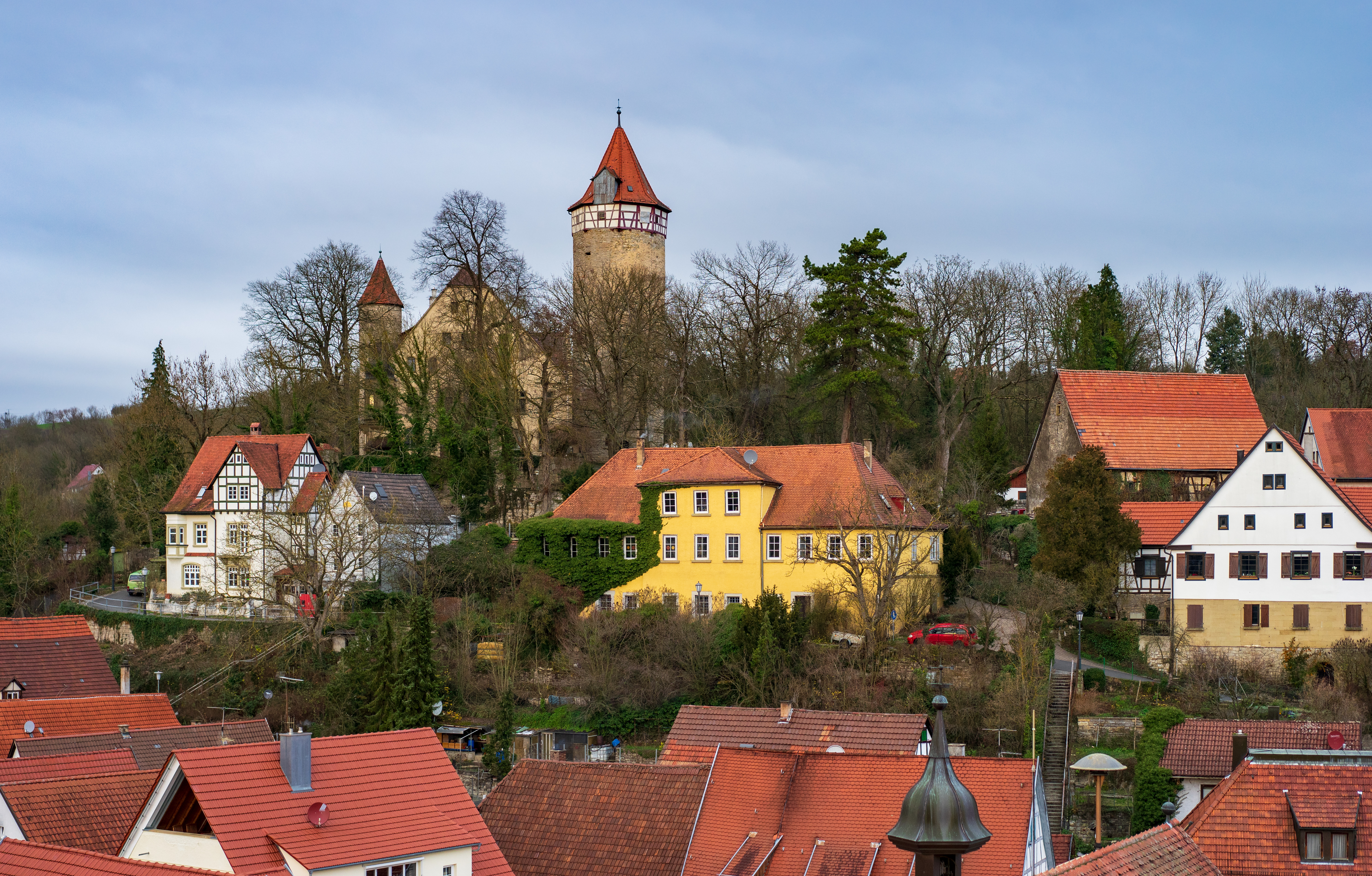
Blick vom Turm der Stadtkirche auf die Burg

Die Gesamtanlage Altstadt Möckmühl ist ein denkmalgeschütztes Ensemble in Möckmühl im Landkreis Heilbronn in Baden-Württemberg. Geschützt ist seit 1983 die typisch städtische Bebauung des 16. bis 18. Jahrhunderts.

## Allgemeines
Gesamtanlagen schützen gemäß § 19 Denkmalschutzgesetz Baden-Württemberg Straßen-, Platz- und Ortsbilder, an deren Erhaltung aus wissenschaftlichen, künstlerischen oder heimatgeschichtlichen Gründen ein besonderes öffentliches Interesse besteht. Geschützt ist das überlieferte Erscheinungsbild der Gesamtanlage mit seinen Bestandteilen und Merkmalen. Neben Bauwerken zählen dazu auch Straßen- und Platzräume oder Grün- und Freiflächen. Schützenswert können außerdem die topographische Lage, der Ortsgrundriss oder eine Stadtsilhouette sein. Der Gesamtanlagenschutz umfasst bei Gebäuden nur die von außen sichtbaren Teile; bei Kulturdenkmalen innerhalb der Gesamtanlage, die zusätzlich nach anderen Bestimmungen des Gesetzes geschützt sind, ist darüber hinaus auch das Innere Gegenstand des Denkmalschutzes.

## Beschreibung
Die Stadt Möckmühl zeichnet sich durch eine topographisch und genetisch bedingte Dreiteiligkeit aus. Bekrönt wird der Ort von der auf einem Sporn sitzenden Götzenburg, um die sich der zwischen 1379 und 1558 bestehenden Stiftsbezirk mit zahlreichen Sonderbauten erstreckt. Die gärtnerisch genutzten Steilhangbereiche unterhalb bilden mit ihren Relikten des Weinbaus eine wertvolle Grünzone zur Talsiedlung. Mit der Hauptstraße als Leitlinie und den beiden zentralen Marktplätzen zeigt die Talstadt eine typisch städtische Bebauung des 16. bis 18. Jahrhunderts, die in den Randbereichen zunehmend ackerbürgerlich und handwerklich geprägt ist. Aufgrund seiner Bedeutung ist Möckmühl eine Gesamtanlage gemäß § 19 DSchG. Gegenstand des Schutzes sind sowohl das innere Ortsbild mit den die Altstadt Möckmühl einschließenden Stadtmauerteilen und Grabenbereichen sowie den historischen Straßen, Gassen, Wegen und Plätzen als auch das äußere Ortsbild der Altstadt Möckmühl, wie es sich dem Betrachter von außerhalb der Altstadt darbietet, besonders von den Straßen im Jagst- und Seckachtal sowie der westlich vorbeiführenden Bahnstrecke Heilbronn–Würzburg.